# Dell'Arcano del Mare

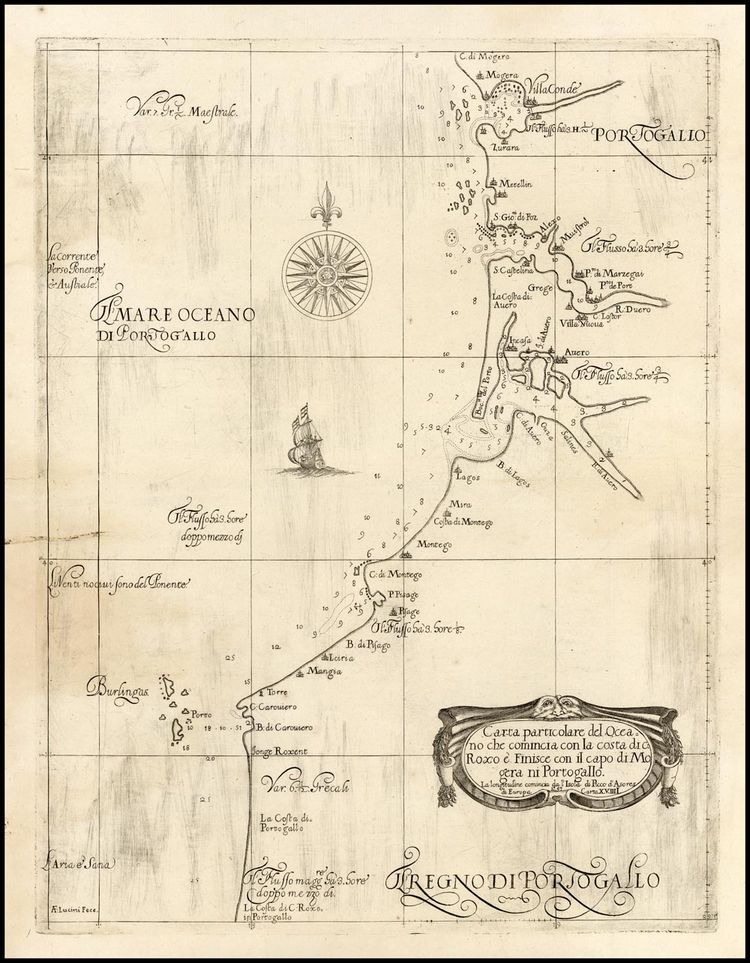
Dell'Arcano del Mare : carte du Portugal (Florence, 1646)

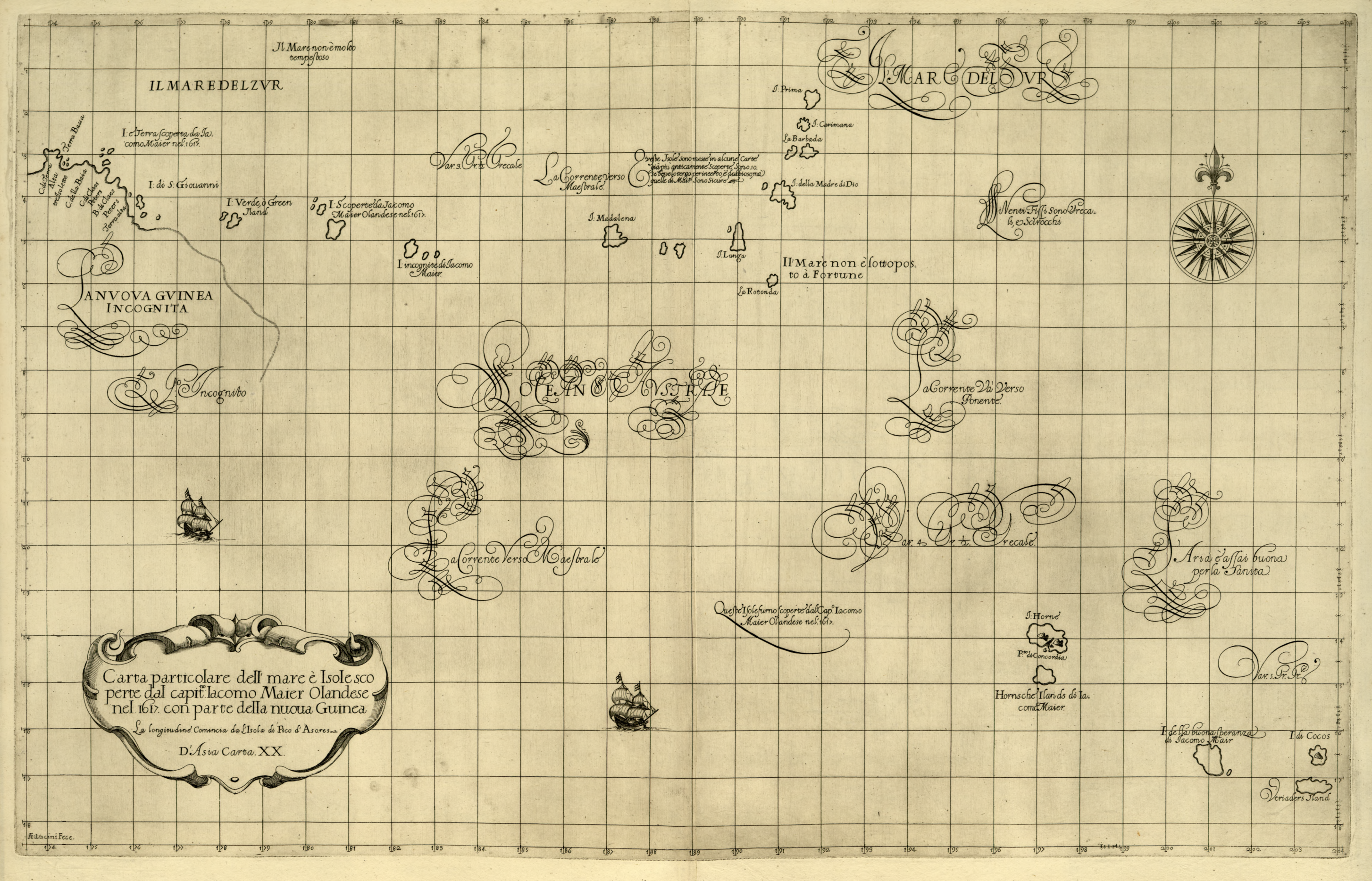
Carte du Pacifique Sud indiquant les différentes îles découvertes par Jacob Le Maire en 1614. Certaines sont dessinées de manière approximative.

Le Dell'Arcano del Mare est un atlas maritime du XVIIe siècle, le premier atlas imprimé et également le premier à utiliser la projection de Mercator. Il a été publié pour la première fois en italien à Florence en 1646.
L’œuvre fut réalisée par le cartographe anglais Robert Dudley et le graveur florentin Anton Francesco Lucini. Pour la deuxième édition, imprimée en 1661, Dudley fut aidé par le cartographe siennois Giuliano Periccioli.